# 北海道道59号平取厚真線
北海道道59号平取厚真線（ほっかいどうどう59ごう びらとりあつません）は、北海道沙流郡平取町と勇払郡厚真町を結ぶ道道（主要地方道）である。

## 概要

### 路線データ
- 起点：北海道沙流郡平取町字荷菜（国道237号交点）
- 終点：北海道勇払郡厚真町京町（北海道道10号千歳鵡川線・北海道道235号上幌内早来停車場線交点）
- 総延長：30.363 km[1]
- 実延長：30.342 km[1]
- 重用延長：0.021 km[1]

### 道路管理者
- 胆振総合振興局 室蘭建設管理部 門別出張所
- 胆振総合振興局 室蘭建設管理部 苫小牧出張所

## 歴史
- 1961年（昭和36年）3月31日 - 349号厚真仁和平取線として路線認定[2]。
- 1982年（昭和57年）4月1日 - 路線名を平取厚真線に変更し、起点と終点を入れ替え[3]。
- 1993年（平成5年）5月11日 - 建設省から、道道平取厚真線が平取厚真線として主要地方道に指定される[4]。
- 1994年（平成6年）10月1日 - 路線番号を59号に変更[5]。

## 路線状況

### 重複区間
- 北海道道74号穂別鵡川線（むかわ町生田 - むかわ町穂別仁和）

### 道路施設

#### 主なトンネル
- あづほトンネル（411 m、むかわ町穂別栄 - 厚真町字宇隆） 1980年（昭和55年）7月完成。

#### 主な橋梁
- 栄和橋（290 m、鵡川、むかわ町穂別仁和 - むかわ町穂別栄）
- 相馬橋（31 m、似湾川、むかわ町穂別栄）
- 隆橋（41 m、ウクル川、厚真町字宇隆）
- 妙見橋（42 m、ウクル川、厚真町字宇隆）
- 宇隆橋（49 m、ウクル川、厚真町字宇隆）
- 厚真新橋（142 m、厚真川、厚真町新町 - 厚真町京町）

#### 常設型ゲート
- 似湾ゲート（むかわ町穂別栄146-1地先）
- 宇隆ゲート（厚真町宇隆3-24地先）

## 地理

### 通過する自治体
- 日高振興局
  - 沙流郡平取町
- 胆振総合振興局
  - 勇払郡むかわ町
  - 勇払郡厚真町

### 交差する道路
平取町
- 国道237号 - 荷菜（起点）

むかわ町
- 北海道道74号穂別鵡川線 - 生田、穂別仁和（重複）

厚真町
- 北海道道10号千歳鵡川線 - 京町（終点）
- 北海道道235号上幌内早来停車場線 - 京町（終点）

### 沿線にある施設など
平取町
- 平取カントリー倶楽部 - 荷菜48-1

むかわ町
- 三和化学研究所北海道工場（スズケングループ） - 穂別栄111-5

厚真町
- 厚真神社 - 新町75-1

### 主な峠
- 似湾峠